# 安蘇·法蒂
安苏曼·法蒂·维埃拉（西班牙語：Anssumane Fati Vieira；2002年10月31日—），是一名西班牙足球运动员。现効力法甲球隊摩納哥 (巴塞罗那外借)，场上主要担任翼锋，西班牙国家足球队成员。

## 俱乐部生涯
出生在几内亚比绍首都比索的安苏·法蒂在六岁的时候就移民到了西班牙安达卢西亚自治区塞维利亚省的城市埃雷拉，当时他的哥哥布莱玛·法蒂被塞維利亞签下。2012年，经历了CDF埃雷拉和塞維利亞两个俱乐部的青训营以后，10岁的法蒂加入了巴塞罗那足球俱乐部的拉玛西亚青训营。
2018/19赛季，法蒂在巴萨青年A队表现突出，以15个进球的成绩荣获队内的射手王。凭借在青年队的出色表现，2019年7月24日，16岁的法蒂在巴塞罗那足球俱乐部签下了他的第一份职业合同，有效期至2022年，合同违约金1亿欧元。
2019年8月21日，法蒂跟随巴塞罗那一线队进行训练。2019年8月25日，在巴塞罗那5-2战胜皇家贝蒂斯的联赛中，曾经有过B队出场经历的法蒂得到了他在一线队，同时也是在西甲的首秀机会。在比赛的第78分钟，法蒂替换下了在比赛中进球的卡莱斯·佩雷斯。16岁298天，法蒂成为了巴塞罗那队史上在联赛中出场的第二年轻的球员，仅比比森斯·马丁内斯在1941年创造的记录大了18天。
2019年8月31日，16岁304天的法蒂在巴塞罗那2-2战平奥萨苏纳的比赛中攻入了自己的职业联赛首球，成为了巴塞罗那一线队史上最年轻的进球队员，同时也成为了西甲历史上第三年轻的得分者。9月15日，巴塞隆拿主場5比2大勝華倫西亞，開場2分鐘，迪莊禁區右側邊緣低傳，法蒂12碼處第一時間射入右下角。第7分鐘，法蒂突入禁區左側下底回傳，跟進的迪莊10碼處推射入網，法蒂首場魯營地標戰即造出一入球一助攻。
2019年12月11日，歐聯分組賽對陣國際米蘭，法迪於下半場84分鐘後備入替，僅花1分30秒便打球1-1的僵局，接過蘇亞雷斯的傳球後，在禁區外一記割草式遠射，皮球直飛球門的左下角，法迪成功已17歲之齡成為歐聯史上最年輕入球者，最終巴塞以1-2戰勝國際米蘭，國際米蘭最終出局。
2020年2月3日，巴萨對陣莱万特比賽中，法蒂以17岁零94天的年齡成为西甲歷史上最年轻的梅开二度球员。巴薩最終2-1戰勝萊萬特。
2020年11月7日，法蒂在面對皇家貝提斯的比賽中，遭到皇家貝提斯後衛埃薩·曼迪犯規，導致左膝半月板受損。賽後，巴薩官方宣布，法蒂估計要四個月才能復原。
2021年9月26日，法蒂在主場3-0戰勝萊萬特的比賽中，缺席323天後首次亮相。他替補出場，踢了10分鐘，在補時階段打進了一個驚人的進球。

## 国家队生涯
安苏·法蒂在他完成了西甲首秀后，西班牙足协表示了对他的兴趣。阿斯报报道称，管理机构已着眼于为这位16岁的巴塞罗那球星办理公民身份，以期将他纳入2019年10月在巴西举行的U17世界杯大名单。然而，因为几内亚比绍是前葡萄牙殖民地，所以葡萄牙也可能将法蒂纳入麾下。尽管据阿斯报报道，该球员的偏好是代表西班牙。
2020年欧国联A级第4组第1轮，西班牙客场1-1战平德国，小将法蒂在下半场开场前替补登场换下捷西斯·拿华斯，上演西班牙国家队首秀，以17岁零308天的年龄成为斗牛士军团近84年来最年轻的国脚。
2020年欧国联A级第4组第2轮，西班牙對陣烏克蘭的比賽，法迪首次為西班牙正選上陣。比賽的第3分鐘，法迪於禁區內的一次盤球遭到對手的犯規，獲得12碼，由隊長拉莫斯射入1-0，比賽進行到32分鐘，歷史性的時刻出現了，法迪展現了何謂初生之犢不畏虎，他在禁區外橫帶皮球然後一記遠射，皮球直飛右邊門框撞柱射入，獲得其首個國際賽入球，協助球隊以4-0大勝烏克蘭。

## 球风
被多位评论员广泛认为是世界上最有天赋、最有前途的年轻球员之一，法蒂的比赛风格被与前巴塞罗那球员利昂内尔·梅西相比较。作为一名多才多艺的前锋，法蒂能够在任何攻击位置上发挥；他的职业生涯始于中锋位置，但后来被移至左边的边锋位置。尽管天生是右脚，但他双脚都很娴熟，因此也能够在右路、中锋位置上作为虚拟中锋、第二前锋或11号球员，或者在自由角色中充当进攻型中场或10号球员。一篇2019年的 FourFourTwo 杂志专访用以下词语描述了他：“法蒂身高5英尺10英寸，拥有强壮的体格，在技术高超的巴塞罗那一方往往缺少的身体对抗方面表现出色。尽管如此，这名拉玛西亚青训出身的球员拥有出色的带球技能，在结合他的速度时，使他在一对一的情况下极难被阻止。” 文章还强调了他的进球眼光和在空中的能力，以及他在中场控制比赛的视野和能力。但是，他的自私和决策能力被认为是他比赛中的弱点。2021年，ESPN 的托尔-克里斯蒂安·卡尔森（Tor-Kristian Karlsen）称法蒂是一位“一代人才”，赞扬他的速度、加速度、双脚能力、低重心和技术技巧，这使得他很难被抢断，还注意到他的智慧、跑动、防守能力和串联比赛的能力是他的主要优势。

## 荣誉

### 球會
巴塞隆納
- 西班牙国王杯冠军：2020-21, 2024-25
- 西班牙超级杯冠軍：2022-23[24]
- 西甲冠軍 : 2022-23[25]

### 國家隊
西班牙國家隊
- 歐洲足協國家聯賽冠軍 : 2022–23[26]

个人
- UEFA La Liga Revelation Team of the Year: 2019–20[27]
- 西甲每月最佳球員：2020年9月[28]

## 个人生活
安苏·法蒂的哥哥布莱玛和米格尔也是足球运动员，父亲伯利也曾在几内亚比绍踢过职业足球。
安苏·法蒂的父亲伯利·法蒂早年从几内亚比绍移民到葡萄牙，并在那里组建了一些低级别联赛的球队。伯利偶然在当地一张报纸上注意到了塞维利亚省的一个小城马里纳莱达，那里的市长愿意为移民提供工作。他刚去到那里的时候甚至沦落到在街上讨饭，但他找到了市长之后，便得到了一份司机的工作。后来他定居在了附近的埃雷拉，安苏·法蒂正是在这里度过了大部分的童年，并得到了足球启蒙。正是因为这一段曲折的旅程，伯利·法蒂对于塞维利亚充满感激，出生于几内亚比绍的他曾说：“我是塞维利亚人”。